# Список умерших в 828 году

## Август
- 28 августа — Идрис II, сын Идриса I, основателя династии Идрисидов в Марокко, халиф.

## Дата смерти неизвестна или требует уточнения
- Асад ибн аль-Фурат, ифрикийский кади, начавший арабское завоевание Сицилии.
- Аль-Асмаи, арабский грамматик, филолог-фольклорист, антологист, один из трёх ведущих представителей басрийской школы грамматики.
- Балдрик, последний герцог Фриуля (819—828).
- Евфимий Сицилийский, византийский военачальник, предводитель восстания против византийского стратига в 826 году.
- Никифор, патриарх Константинопольский (806—815), православный и католический святой.